# Dolgui Most
Dolgui Most (en rus: Долгий Мост) és un poble del krai de Krasnoiarsk, a Rússia, segons el cens del 2010 tenia 2.254 habitants. Pertany al districte municipal d'Àban.